# Collins John
Collins John (Zwedru, 17 ottobre 1985) è un ex calciatore liberiano naturalizzato olandese, di ruolo attaccante.
Nonostante le origini liberiane fa parte della nazionale olandese under 21, con la quale ha vinto il campionato europeo under-21 del 2006.

## Biografia
Nato a Zwedru, in Liberia, John si è trasferito giovanissimo nei Paesi Bassi con la famiglia, a seguito della morte del padre che perse la vita durante la seconda guerra civile liberiana. È fratello dei calciatori Paddy e Ola John.

## Carriera

### Club
Qui, il giovane ha iniziato la sua carriera nelle giovanili del Twente, con il quale ha debuttato in Eredivisie. Nel 2004 viene venduto al club inglese del Fulham, per 600.000 sterline. Ha fatto così il suo debutto nella Premier League inglese il 20 marzo 2004, giocando il derby contro il Chelsea nella prestigiosa cornice dello Stamford Bridge; nella stagione 2006/2007 ha segnato un totale di 13 gol fra coppe e campionato, divenendo il miglior realizzatore della sua squadra in quella stagione davanti a Brian McBride. Nel 2006 ha inoltre preso parte, con la nazionale olandese under-21, al Campionato europeo di calcio Under-21 2006, vinti dalla compagine Orange. In seguito, John ha disputato due partite anche con la Nazionale maggiore. Nella stagione 2006/2007, pur partendo solo nove volte come titolare dal primo minuto, ha realizzato sette gol nel campionato inglese. Nell'ottobre del 2007, dopo aver rifiutato una proposta di trasferimento da parte del Watford, ha accettato di andare in prestito per tre mesi alla squadra del Leicester City, scendendo così nella Football League Championship. Scaduti i tre mesi di prestito con il Leicester, si è trasferito, nuovamente in prestito, al Watford.